# Mercedes GP
Mercedes AMG Petronas Formula One Team, forkortet til Mercedes GP, er et tysk Formel 1-team, 
Teamet blev grundlagt 16. november 2009 da Mercedes-Benz og selskabet Aabar købte 75,1% (Mercedes 45,1%, Aabar 30%) af Brawn Grand Prix, teamet som vandt både kører- og konstruktørmesterskabet i 2009 med Mercedes-motorer. 
Teamets hovedsponsor er olieproducenten Petronas, som forlod BMW Sauber efter 2009-sæsonen. Teamet er en fortsættelse af det gamle Mercedes-Benz-team, som kørte i 1954 og 1955, noget som markerede bilproducentens comeback i sporten efter 55 år.
Mercedes debuterede under Australiens Grand Prix i 2010 med den syv-gange verdensmester Michael Schumacher, som kom tilbage til sporten efter tre års pause, og Nico Rosberg, som forlod Williams efter 2009.

## Verdensmestre hos Mercedes

### Kører
| Kører              |  | Sæson                              |
| ------------------ |  | ---------------------------------- |
| Juan Manuel Fangio |  | 1954, 1955                         |
| Lewis Hamilton     |  | 2014, 2015, 2017, 2018, 2019, 2020 |
| Nico Rosberg       |  | 2016                               |

## Konstruktør
| Titler | Kørere          | Sæson                                          |
| ------ | --------------- | ---------------------------------------------- |
| 8      | Lewis Hamilton  | 2014, 2015, 2016, 2017, 2018, 2019, 2020, 2021 |
| 8      | Valtteri Bottas | 2014, 2015, 2016, 2017, 2018, 2019, 2020, 2021 |